# 2662 Kandinsky
2662 Kandinsky este un asteroid din centura principală, descoperit pe 24 septembrie 1960 de PLS.